# Луције Анеј Флор
Луције Анеј Флор (лат. Lucius Annaeus Florus) је био римски историчар који је највероватније био савременик цара Антонина Пија (138 - 161).
Сакупио је, углавном на основу Ливијевих списа, кратак преглед историје Рима од његовог оснивања до затварања Јанусовог храма (25. године п. н. е.). Дело, по имену Кратка историја о свим ратовима у протеклих 700 година (лат. Epitome bellorum omnium annorum DCC), написано је помпезним и реторичким стилом као панегирик величини Рима чији је живот подељен на периоде детињства, младости и зрелости. Поред Ливија, Флор је користио и Цезара, Салустија, Вергилија, Лукана а вероватно и Сенеку Старијег. Садржи доста грешака у географским и хронолошким подацима. Преглед ратова Флор је завршио са Августовом владом чиме је сугерисао да је први римски цар донео свету мир. Међутим, упркос свим тим недостацима, књига је доста коришћена у Средњем веку и све до 19. века користила се као уџбеник.
Луције Анеј Флор се често меша са песником и књижевником, Публијем Анејем Флором.